# Црква Рођења Пресвете Богородице у Јаковљу
Црква Рођења Пресвете Богородице у Јаковљу, насељеном месту на територији општине Алексинац, припада Епархији нишкој Српске православне цркве.
Црква посвећена Рођењу Пресвете Богородице подигнута је 2004. године иницијативом свештеника Ненада Јовановића. Освештана је 12. августа 2007. године од стране епископа нишког Иринеја. Црква је угрожена због клизишта.